# Павловка (Ишимбайский район)
Павловка (баш. Павловка) — деревня в Ишимбайском районе Башкортостана, входит в состав Петровского сельсовета.

## История
Основана по договору 1812 года на вотчинных землях башкир Тальтим-Юрматынской волости Ногайской дороги.

## Население
| 2002 | 2009 | 2010 |
| ---- | ---- | ---- |
| 54   | ↗58  | ↘40  |

## Географическое положение
Расстояние до:
- районного центра (Ишимбай): 39 км,
- центра сельсовета (Петровское): 4 км,
- ближайшей ж/д станции (Стерлитамак): 37 км.

## Улицы
- Береговая
- Луговая

## Экономика
ООО «Павловка».

## Достопримечательности
Обелиск с именами сельчан, воевавших в Великой Отечественной войне.